# Letnie Grand Prix w skokach narciarskich w Klingenthal
Letnie Grand Prix w skokach narciarskich w Klingenthal – zawody w skokach narciarskich, rozgrywane w ramach Letniego Grand Prix/Letniego Grand Prix kobiet na skoczni Vogtland Arena w niemieckim Klingenthal.
W 2018 zawody odwołano z powodu niekorzystnych warunków atmosferycznych, natomiast dwa lata później zawody odwołano z powodu zagrożenia epidemiologicznego.

## Podium poszczególnych konkursów LGP w Klingenthal

### Kobiety
| Lp | Data                | HS     | Uwagi | 1. miejsce       | 2. miejsce          | 3. miejsce                 |
| -- | ------------------- | ------ | ----- | ---------------- | ------------------- | -------------------------- |
| —  | 3 października 2018 | HS-140 | –     | odwołany         | odwołany            | odwołany                   |
| —  | 3 października 2020 | HS-140 | –     | odwołany         | odwołany            | odwołany                   |
| 1. | 2 października 2021 | HS-140 | –     | Marita Kramer    | Urša Bogataj        | Sara Takanashi             |
| 2. | 2 października 2022 | HS-140 | –     | Urša Bogataj     | Ema Klinec          | Selina Freitag             |
| 3. | 7 października 2023 | HS-140 | –     | Ema Klinec       | Nika Križnar        | Jacqueline Seifriedsberger |
| 4. | 5 października 2024 | HS-140 | –     | Katharina Schmid | Eirin Maria Kvandal | Yūki Itō                   |

### Mężczyźni
| Lp  | Data                | HS     | Uwagi | 1. miejsce            | 2. miejsce            | 3. miejsce            |
| --- | ------------------- | ------ | ----- | --------------------- | --------------------- | --------------------- |
| 1.  | 30 września 2006    | HS-140 | –     | Adam Małysz           | Andreas Widhölzl      | Tami Kiuru            |
| 2.  | 6 października 2007 | HS-140 | –     | Gregor Schlierenzauer | Pawieł Karielin       | Anders Jacobsen       |
| 3.  | 3 października 2008 | HS-140 | –     | Gregor Schlierenzauer | Simon Ammann          | Martin Koch           |
| 4.  | 3 października 2009 | HS-140 | nocny | Gregor Schlierenzauer | Robert Kranjec        | Harri Olli            |
| 5.  | 3 października 2010 | HS-140 | –     | Kamil Stoch           | Thomas Morgenstern    | Gregor Schlierenzauer |
| 6.  | 3 października 2011 | HS-140 | –     | Kamil Stoch           | Gregor Schlierenzauer | Roman Koudelka        |
| 7.  | 3 października 2012 | HS-140 | –     | Severin Freund        | Taku Takeuchi         | Thomas Morgenstern    |
| 8.  | 3 października 2013 | HS-140 | –     | Andreas Wellinger     | Andreas Kofler        | Janne Ahonen          |
| 9.  | 4 października 2014 | HS-140 | –     | Richard Freitag       | Roman Koudelka        | Rune Velta            |
| 10. | 2 października 2016 | HS-140 | –     | Maciej Kot            | Kamil Stoch           | Peter Prevc           |
| 11. | 3 października 2017 | HS-140 | –     | Dawid Kubacki         | Andreas Wellinger     | Johann André Forfang  |
| —   | 3 października 2018 | HS-140 | –     | odwołany              | odwołany              | odwołany              |
| 12. | 5 października 2019 | HS-140 | –     | Anže Lanišek          | Marius Lindvik        | Piotr Żyła            |
| —   | 3 października 2020 | HS-140 | –     | odwołany              | odwołany              | odwołany              |
| 13. | 2 października 2021 | HS-140 | –     | Ryōyū Kobayashi       | Halvor Egner Granerud | Johann André Forfang  |
| 14. | 2 października 2022 | HS-140 | –     | Dawid Kubacki         | Ryōyū Kobayashi       | Daniel-André Tande    |
| 15. | 7 października 2023 | HS-140 | –     | Manuel Fettner        | Dawid Kubacki         | Daniel Tschofenig     |
| 16. | 5 października 2024 | HS-140 | –     | Marius Lindvik        | Timi Zajc             | Halvor Egner Granerud |

### Drużynowe
| Lp | Data                | HS     | Uwagi | 1. miejsce                                                                               | 2. miejsce                                                                                         | 3. miejsce                                                                                    |
| -- | ------------------- | ------ | ----- | ---------------------------------------------------------------------------------------- | -------------------------------------------------------------------------------------------------- | --------------------------------------------------------------------------------------------- |
| 1. | 1 października 2022 | HS-140 | mikst | Norwegia 1. Silje Opseth 2. Marius Lindvik 3. Thea Minyan Bjørseth 4. Daniel-André Tande | Niemcy 1. Selina Freitag 2. Andreas Wellinger 3. Katharina Althaus 4. Karl Geiger                  | Słowenia 1. Ema Klinec 2. Timi Zajc 3. Urša Bogataj 4. Anže Lanišek                           |
| 2. | 8 października 2023 | HS-140 | mikst | Niemcy 1. Selina Freitag 2. Martin Hamann 3. Katharina Schmid 4. Andreas Wellinger       | Japonia 1. Sara Takanashi 2. Ren Nikaidō 3. Yūki Itō 4. Ryōyū Kobayashi                            | Austria 1. Marita Kramer 2. Daniel Tschofenig 3. Jacqueline Seifriedsberger 4. Manuel Fettner |
| 3. | 6 października 2024 | HS-140 | mikst | Niemcy 1. Selina Freitag 2. Pius Paschke 3. Katharina Schmid 4. Andreas Wellinger        | Norwegia 1. Thea Minyan Bjørseth 2. Halvor Egner Granerud 3. Eirin Maria Kvandal 4. Marius Lindvik | Austria 1. Lisa Eder 2. Jan Hörl 3. Jacqueline Seifriedsberger 4. Daniel Tschofenig           |